# Storie della camorra
Storie della camorra è uno sceneggiato televisivo che è stato trasmesso dalla Rai sulla Rete 1 nella primavera 1978.

## Argomento
Articolato in sei puntate, tratta il tema della nascente camorra - detta anche la bella società riformata - di inizio XX secolo. È liberamente ispirato al libro di Vittorio Paliotti La camorra, pubblicato nel 1973, ed è stato diretto dal regista televisivo Paolo Gazzara.
Alla fiction televisiva - replicata su Rai Storia Rewind nel giugno 2010 - ha preso parte un centinaio di attori cinematografici e televisivi, molti dei quali però di formazione teatrale, come Mariano Rigillo, Luigi Vannucchi (qui in una delle sue ultime interpretazioni televisive), Ennio Balbo e un non ancora trentenne Massimo Ranieri.
Secondo la presentazione di Rai Storia Rewind lo sceneggiato "ripercorre la storia della camorra attraverso alcune vicende esemplari ricostruite sulla base di documenti e testimonianze autentiche" in una sorta di "viaggio nel tempo" teso a illustrare come "il fenomeno (camorristico) sia nato e prosperato sfruttando la povertà della popolazione, favorito dall'assenza delle istituzioni e dalla corruzione dilagante".
L'Enciclopedia della televisione ricorda che le fila del racconto sono tenute da una sorta di narratore, un gentiluomo partenopeo (interpretato dall'attore Mariano Rigillo) che funge da trait-d'union fra le varie puntate, durante le quali "fanno la loro comparsa scrittori e giornalisti napoletani" come Matilde Serao (impersonata dall'attrice Isa Danieli), Antonio Labriola (Silvano Tranquilli), Edoardo Scarfoglio (Luigi De Filippo).

## Le puntate
| Episodio | Titolo                     | Interpreti |
| -------- | -------------------------- | --- |
| I        | La bella società riformata | Mariano Rigillo, Giacomo Furia, Aldo Miranda, Aldo De Martino, Pinuccio Ardia                                                                                               |
| II       | In nome di sua maestà      | Antonio Casagrande, Enzo Scudellaro, Pino Cuomo, Concetta Barra, Mariano Rigillo                                                                                            |
| III      | La Gran Mamma              | Antonio Casagrande, Ida Di Benedetto, Mariano Rigillo, Marzio Honorato, Bruno Cirino, Lino Troisi, Franco Angrisano, Angela Luce, Antonio La Raina                          |
| IV       | L'onorevole                | Guido Alberti, Luigi Uzzo, Mariano Rigillo, Ivo Garrani, Silvano Tranquilli, Isa Danieli, Luigi De Filippo, Carlo Hintermann, Tonino Cuomo, Virgilio Gazzolo, Corrado Gaipa |
| V        | Il processo Cuocolo        | Luigi Vannucchi, Massimo Ranieri, Mariano Rigillo, Gianni Musy, Alberto Sorrentino, Ferruccio De Ceresa, Ennio Balbo                                                        |
| VI       | Amlire                     | Carlo Alighiero, Gianni Garko, Mariano Rigillo |